# Biltzheim
 Biltzheim  là một xã thuộc tỉnh Haut-Rhin trong vùng Grand Est, đồng bắc Pháp. Xã này có diện tích 7,15 km², dân số năm 1999 là 362 người. Khu vực này có độ cao trung bình 202 mét trên mực nước biển.